# Dvorišće (Glina)
Dvorišće is een plaats in de gemeente Glina in de Kroatische provincie Sisak-Moslavina. De plaats telt 126 inwoners (2001).